# Mabini (Batangas)
Pour les articles homonymes, voir Mabini.
Mabini (en tagalog : Bayan ng Mabini) est une municipalité de la province de Batangas aux Philippines. Elle compte 50 858 habitants lors du recensement de 2020.

## Géographie
Mabini est située sur la péninsule de Calumpang, qui sépare la baie de Batangas de la baie de Balayan, au sud-est de l'île de Luçon, la plus grande île de l'archipel des Philippines. 
D'une superficie totale de 44,47 kilomètres carrés, elle est divisée en 34 barangays : 
1. Anilao Proper
2. Anilao East
3. Bagalangit
4. Bulacan
5. Calamias
6. Estrella
7. Gasang
8. Laurel
9. Ligaya
10. Mainaga
11. Mainit
12. Majuben
13. Malimatoc I
14. Malimatoc II
15. Nag-Iba
16. Pilahan
17. Poblacion
18. Pulang Lupa
19. Pulong Anahao
20. Pulong Balibaguhan
21. Pulong Niogan
22. Saguing
23. San Francisco
24. San Jose
25. San Juan
26. San Teodoro
27. Santa Ana
28. Santa Mesa
29. Santo Niño
30. Santo Tomas
31. Solo
32. Talaga Proper
33. Talaga East

## Histoire
Pendant la domination coloniale espagnole, la péninsule de Calumpang est rattachée au pueblo de Bauan et divisée en 11 barrios ; après la révolution philippine en 1896-1898 et la proclamation de la Première République, les habitants des onze barrios demandent une municipalité indépendante ; elle est inaugurée le 1er janvier 1918 et prend le nom d'Apolinario Mabini, leader révolutionnaire philippin et premier Premier ministre des Philippines en 1899.

## Environnement naturel
Sur les plages d'Anilao, Maricaban et Red Palm, plusieurs centres de plongée proposent des excursions vers des sites de plongée sous-marine (avec palmes, masque et tuba) dans la baie de Balayan pour observer les fonds sous-marins et les  espèces vivantes sous-marines,.

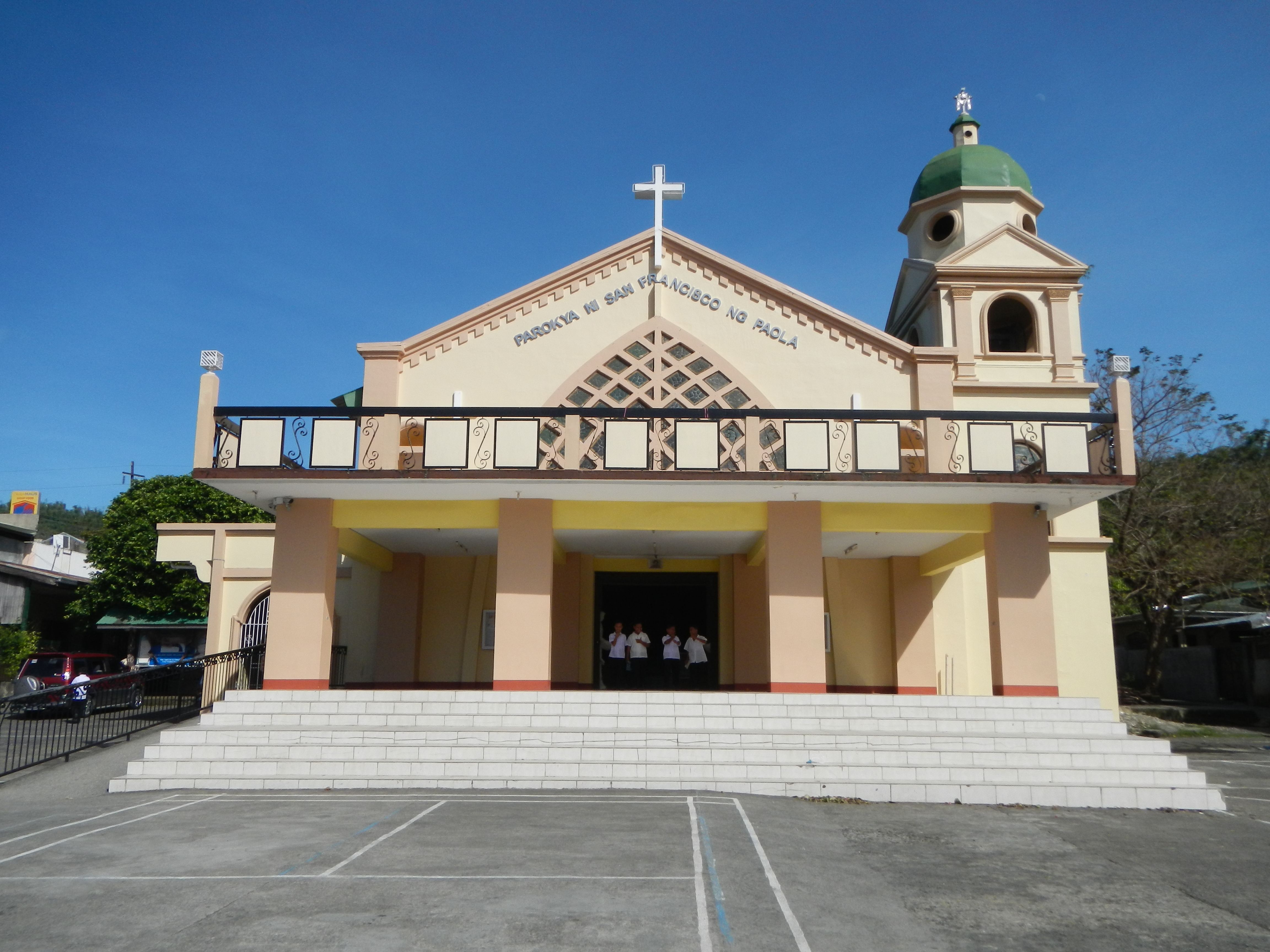
Église paroissiale catholique San-Francisco-de-Paula